# 1938-as közép-európai kupa
Az 1938-as közép-európai kupa a Közép-európai kupa történetének tizenkettedik kiírása volt. A sorozatban Csehszlovákia, Magyarország és Olaszország 4-4 csapattal, Jugoszlávia és Románia pedig 2-2 csapattal képviseltette magát. A csapatok kupa rendszerben 2 mérkőzésen döntötték el a továbbjutást. Ha az összesítésben ugyanannyi gólt szereztek a csapatok a párharcokban, akkor egy újabb összecsapáson dőlt el a továbbjutó kiléte.
A kupát a Slavia Praha nyerte el, története során első alkalommal.

## Első forduló
| 1. csapat                | Össz. | 2. csapat          | 1. mérk. | 2. mérk. |
| ------------------------ | ----- | ------------------ | -------- | -------- |
| SK Kladno                | 5–2   | HAŠK               | 3–1      | 2–1      |
| FC Zbrojovka Brno        | 3-4   | Ferencvárosi TC    | 3–1      | 0–3      |
| Genoa CFC                | 5-3   | AC Sparta Praha    | 4–2      | 1–1      |
| OFK Beograd              | 3-5   | SK Slavia Praha    | 2–3      | 1–2      |
| MTK Budapest FC          | 4-9   | Juventus FC        | 3-3      | 1-6      |
| Újpest FC                | 4-5   | FC Rapid București | 4–1      | 0–4      |
| FC Internazionale Milano | 5-3   | Budapest Honvéd FC | 4-2      | 1-1      |
| FC Ripensia Timișoara    | 4-3   | AC Milan           | 3-0      | 1-3      |

## Negyeddöntő
| 1. csapat       | Össz. | 2. csapat                | 1. mérk. | 2. mérk. |
| --------------- | ----- | ------------------------ | -------- | -------- |
| Ferencvárosi TC | 9-5   | FC Ripensia Timișoara    | 5-4      | 4–1      |
| Juventus FC     | 6-3   | SK Kladno                | 4-2      | 2–1      |
| SK Slavia Praha | 10-3  | FC Internazionale Milano | 9-0      | 1–3      |
| Genoa CFC       | 4-2   | FC Rapid București       | 3-0      | 1-2      |

## Elődöntő
| 1. csapat   | Össz. | 2. csapat       | 1. mérk. | 2. mérk. |
| ----------- | ----- | --------------- | -------- | -------- |
| Genoa CFC   | 4–6   | SK Slavia Praha | 4–2      | 0–4      |
| Juventus FC | 3-4   | Ferencvárosi TC | 3-2      | 0-2      |

## Döntő
| 1. csapat       | Össz. | 2. csapat       | 1. mérk. | 2. mérk. |
| --------------- | ----- | --------------- | -------- | -------- |
| SK Slavia Praha | 4-2   | Ferencvárosi TC | 2–2      | 2–0      |

### 1. mérkőzés
| 1938. szeptember 4. 16:00 |

| Slavia Praha          | 2–2   | Ferencváros         |
| --------------------- | ----- | ------------------- |
| Bican 36' Šimůnek 44' | (2–1) | Kemény 30' Kiss 63' |

| Masarykův státní stadion na Strahově, Prága Nézőszám: 52 000 Játékvezető: Henry Norman Mee (angol) |

| SLAVIA PRAHA: |  |                   |
|               |  |                   |
| GK            |  | Boksay Sándor     |
| DF            |  | Karel Černý       |
| DF            |  | Ferdinand Daučík  |
| MF            |  | Karel Průcha      |
| MF            |  | Karol Daučík      |
| MF            |  | Rudolf Vytlačil   |
| FW            |  | Vlastimil Kopecký |
| FW            |  | Václav Horák      |
| FW            |  | Ladislav Šimůnek  |
| FW            |  | Josef Bican       |
| FW            |  | Vojtěch Bradáč    |
| Vezetőedző:   |  |                   |
| Jan Reichardt |  |                   |

| FERENCVÁROS:  |  |               |
|               |  |               |
| GK            |  | Háda József   |
| DF            |  | Tátrai Sándor |
| DF            |  | Polgár Gyula  |
| MF            |  | Magda Béla    |
| MF            |  | Sárosi Béla   |
| MF            |  | Lázár Gyula   |
| FW            |  | Táncos Mihály |
| FW            |  | Kiss Gyula    |
| FW            |  | Sárosi György |
| FW            |  | Toldi Géza    |
| FW            |  | Kemény Tibor  |
| Vezetőedző:   |  |               |
| Hlavay György |  |               |

### 2. mérkőzés
| 1938. szeptember 11. 16:00 |

| Ferencváros | 0–2   | Slavia Praha             |
| ----------- | ----- | ------------------------ |
|             | (0–0) | Vytlačil 57' Šimůnek 71' |

| Üllői úti pálya, Budapest Nézőszám: 40 000 Játékvezető: James Jewell (angol) |

| FERENCVÁROS:  |  |               |
|               |  |               |
| GK            |  | Háda József   |
| DF            |  | Tátrai Sándor |
| DF            |  | Polgár Gyula  |
| MF            |  | Magda Béla    |
| MF            |  | Sárosi Béla   |
| MF            |  | Lázár Gyula   |
| FW            |  | Táncos Mihály |
| FW            |  | Kiss Gyula    |
| FW            |  | Sárosi György |
| FW            |  | Toldi Géza    |
| FW            |  | Kemény Tibor  |
| Vezetőedző:   |  |               |
| Hlavay György |  |               |

| SLAVIA PRAHA: |  |                   |
|               |  |                   |
| GK            |  | Boksay Sándor     |
| DF            |  | Karel Černý       |
| DF            |  | Ferdinand Daučík  |
| MF            |  | Karel Průcha      |
| MF            |  | Otakar Nožíř      |
| MF            |  | Rudolf Vytlačil   |
| FW            |  | Vlastimil Kopecký |
| FW            |  | Bedřich Vacek     |
| FW            |  | Ladislav Šimůnek  |
| FW            |  | Josef Bican       |
| FW            |  | Vojtěch Bradáč    |
| Vezetőedző:   |  |                   |
| Jan Reichardt |  |                   |